# Robert Smithson
Robert Smithson (* 2. Januar 1938 in Passaic, New Jersey; † 20. Juli 1973 in Texas) war ein US-amerikanischer Maler und Land-Art-Künstler.

## Leben
Smithson begann seine künstlerische Ausbildung noch als Oberschüler im Alter von fünfzehn Jahren mit einem Studium an der Art Students League in New York, das er auch fortsetzte, als er 1956 an der Brooklyn Museum School studierte. Nach seinem Militärdienst reiste er 1957 durch die USA nach Mexiko. In dieser Zeit zeichnete und malte er Bilder in der Art des abstrakten Expressionismus. 1961 ging er nach Rom, wo er sich für Psychologie, Religion und byzantinische Kunst interessierte. 1963 heiratete Robert Smithson die Künstlerin Nancy Holt. Seine Arbeit nach 1964 änderte sich, er zeichnete weiterhin, aber er verstand sich jetzt als Bildhauer. Seine Objekte in der Landschaft konstruierte er mit Spiegeln, Scherben, Neonröhren, Asphalt und Steinen. Aus Elementen seiner Kunstorte (sites) in der Landschaft konstruierte er Objekte (nonsites) in Galerien.
Am 20. Juli 1973 verunglückte Robert Smithson tödlich bei einem Flugzeugabsturz über Amarillo Ramp in Texas im Alter von 35 Jahren.

## Werk
Zwischen 1965 und 1966 lernte er eine Reihe minimalistischer Künstler kennen. Mit einigen dieser Künstler, wie Carl Andre, Dan Graham, Donald Judd, Sol LeWitt, Richard Long, Robert Morris und Claes Oldenburg unternahm er in New Jersey Ausflüge. Während dieser Exkursionen und auf Reisen nach Nevada und Kalifornien fing er an, Material für seine Nonsites zu sammeln, Collagen aus Erde und Steinen aus einer bestimmten Gegend, die er, teilweise kombiniert mit Glas oder Spiegelglas, als Skulpturen in Kunstgalerien, vorzugsweise zunächst bei Virginia Dwan in New York, ausstellte.
1968 reiste er nach Deutschland, wo er zusammen mit Bernd Becher das Ruhrgebiet besuchte. Im selben Jahr veröffentlichte er im Artforum seinen Aufsatz A Sedimentation of the Mind: Earth Projects, in dem es um Prinzipien der Land Art geht. Ab 1969 begann er mit der Anlage von Land-Art-Kunstwerken, deren Konzept von seiner Lektüre von William S. Burroughs und des Science-Fiction Autors J. G. Ballard beeinflusst waren. Im März 1969 nahm er an Harald Szeemanns als ‚legendär‘ bezeichneten Ausstellung Live in your head: When Attitudes become Form (Wenn Attitüden Form werden) in der Berner Kunsthalle teil. Die Ausstellung reiste anschließend von der Kunsthalle Bern zum Museum Haus Lange in Krefeld und zum Institute of Contemporary Arts in London. Ebenfalls 1969 drehte er mit Nancy Holt das Video East Coast, West Coast. Im selben Jahr reiste er nach England, wo er Stonehenge und andere archäologisch interessante Plätze aufsuchte. Im Januar 1970 legte er auf dem Campus der Kent State University seine künstliche Ruine Partially Buried Woodshed an, ein halb von Erde begrabener Schuppen, der jetzt mit Gras bewachsen ist.

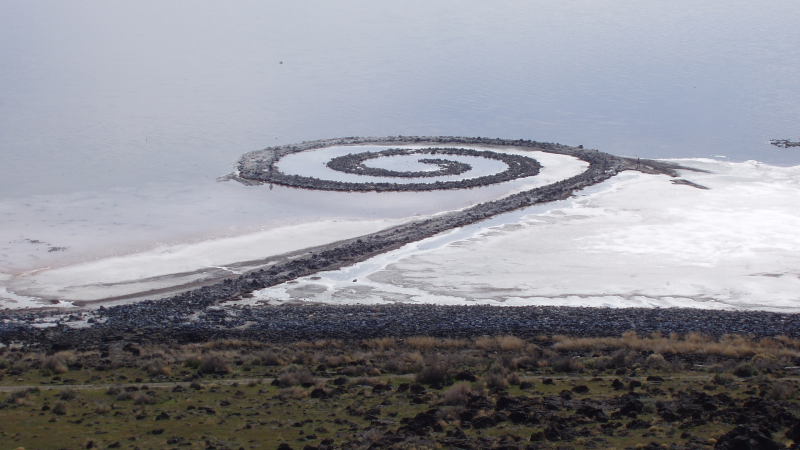
Spiral Jetty, Utah

Im selben Jahr begann er mit der Arbeit an der Spiral Jetty in Utah, seinem bekanntesten Werk. Die immer noch existierende Spiral Jetty ist eine rund 500 Meter lange Spirale aus Steinen, Erde, Salz und roten Algen, die Smithson im Großen Salzsee in Utah angelegt hatte. Das Kunstwerk besteht aus einem flachen Damm, der vom Ufer des Sees ausgeht und sich dann im Antiuhrzeigersinn zu einer Spirale zusammenrollt. Smithson konstruierte das Objekt bei extrem niedrigem Wasserstand, aber normalerweise ist die Spirale überflutet und nur aus dem Flugzeug sichtbar. Das Entstehen dieses Kunstwerks wird in einem Film dokumentiert, den Smithson mit Bob Fiore und Barbara Jarvis gedreht hat.
Im Jahr 1972 war Robert Smithson Teilnehmer der Documenta 5 in Kassel in der Abteilung Individuelle Mythologien: Video.

## Posthume Ausstellungen

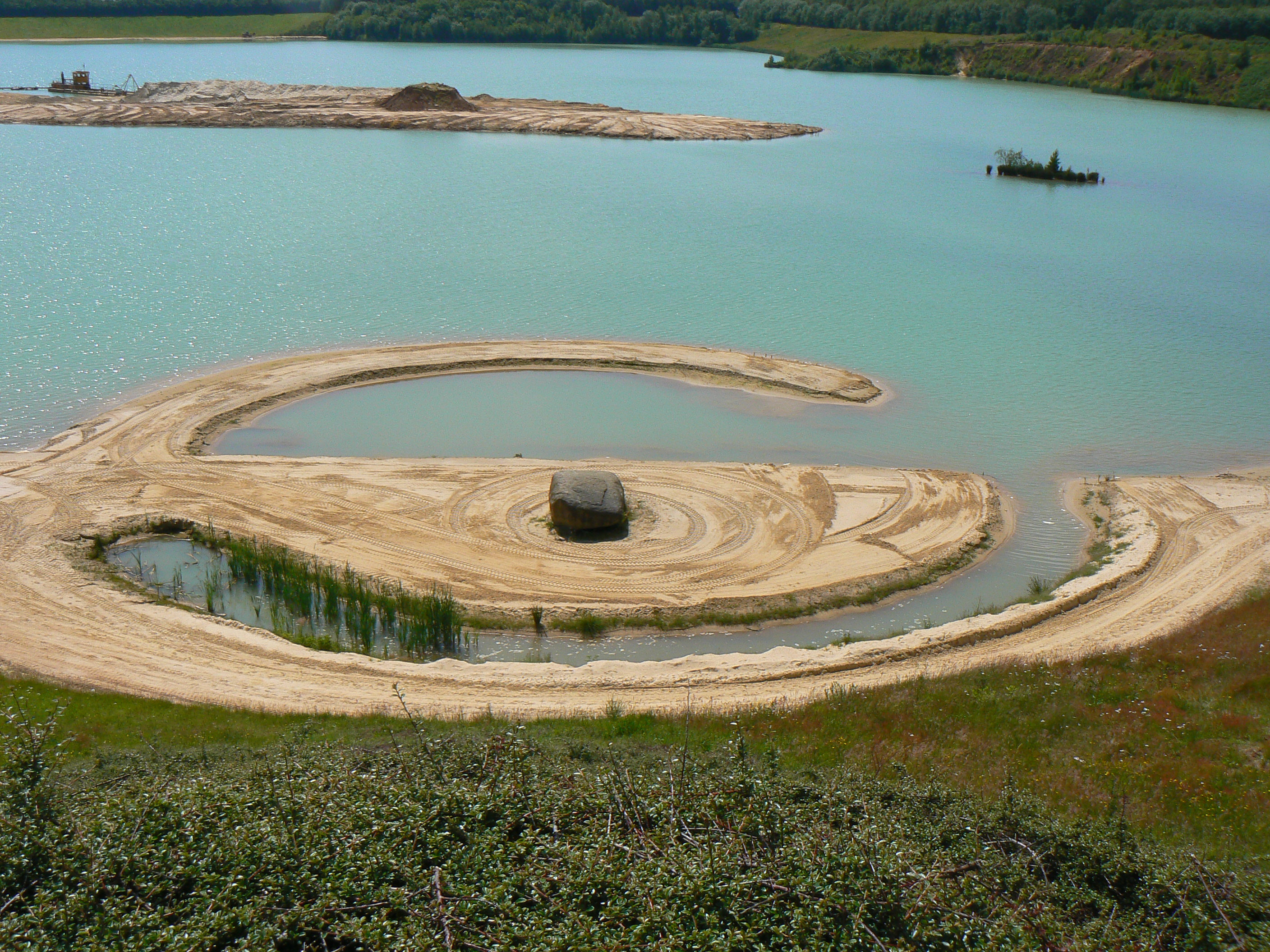
Broken Circle and Spiral Hill, Emmen

Im Jahr 1982 wurden Smithsons Werke im amerikanischen Pavillon bei der Biennale von Venedig gezeigt. Im selben Jahr fand die erste Retrospektive statt, die vom Musée d’art moderne de la Ville de Paris veranstaltet wurde. In der Folge wurden seine Arbeiten in Museen und wichtigen Galerien in Kopenhagen, New York, Washington, Luzern, London und anderen ausgestellt. Die zweite Retrospektive wurde von 1992 bis 1994 in Marseille, Brüssel und Valencia gezeigt.
Anlässlich des vierzigjährigen Bestehens des Werkes Broken Circle and Spiral Hill 1971 bis 2011 im niederländischen Emmen veranstaltete das dortige Centrum Beeldende Kunst Emmen im Herbst 2011 eine großangelegte Ausstellung, zu der auch das von Nancy Holt 1971 begonnene Video zu dem Werk mit einem niederländischen Team 2011 fertiggestellt wurde.

## Kunsttheorie
Smithson hat sich während seiner ganzen künstlerischen Laufbahn immer wieder mit kunsttheoretischen Fragen beschäftigt. In seinen Schriften setzt er sich mit der Beziehung zwischen Kunstwerk und Umfeld auseinander, er entwickelte dort seine Theorien über sites und nonsites. Sites nennt er Arbeiten, die für einen ganz bestimmten Ort hergestellt worden sind, während nonsites an jedem beliebigen Ort, zum Beispiel in einer Galerie oder einem Museum ihren Platz finden können. Beispiel einer site ist die Spiral Jetty, während nonsites aus Fotografien bestehen können, die in einer Galerie ausgestellt werden, und in deren unmittelbaren Nachbarschaft sich Dinge oder Elemente befinden, die von den fotografierten Orten stammen, wie zum Beispiel Steine, Muscheln oder Sand.
Smithsons veröffentlichte Kunstkritiken und kunsttheoretische Schriften wurden von seiner Frau Nancy Holt herausgegeben, unveröffentlichte Arbeiten später von Eugenie Tsai. Smithson hatte 1959 seine erste Einzelausstellung, aber umfassend wurde das Frühwerk erst 1985 ausgestellt und bekannt.

## Schriften
- Nancy Holt (Hrsg.): The writings of Robert Smithson. New York University Press, New York 1979, ISBN 0-8147-3395-6.
- Eugenie Tsai: Robert Smithson unearthed, Drawings, collages, writings. Columbia University Press, New York 1991, ISBN 0-231-07258-9.
- Eva Schmidt, Kai Voeckler (Hrsg.): Robert Smithson – Gesammelte Schriften. König, Köln 2000, ISBN 3-88375-388-2.
- Eva Schmidt (Hrsg.): Robert Smithson: Die Erfindung der Landschaft. Ausstellungskatalog Museum für Gegenwartskunst Siegen, 4. März bis 28. Mai 2012, Snoeck Verlag, 2012[4][5]
- Ingrid Commandeur and Trudy van Riemsdijk-Zandee: Robert Smithson: Art in Continual Movement. Alauda Publications, Amsterdam (2012), ISBN 978-90-815314-8-1 Rezension sehepunkte